# Дерево горіха чорного (Черкаська область)
Дерево горіха чорного — ботанічна пам'ятка природи місцевого значення. Об'єкт розташований на території Черкаського району Черкаської області, квартал 139 виділ 10 Руськополянського лісництва, неподалік адміністративної будівлі лісництва.
Під охороною перебуває екземпляр горіха чорного віком більше 100 років, висота біля 30 м, діаметр 96 см.
Площа — 0,01 га, статус отриманий у 1972 році.

## Галерея

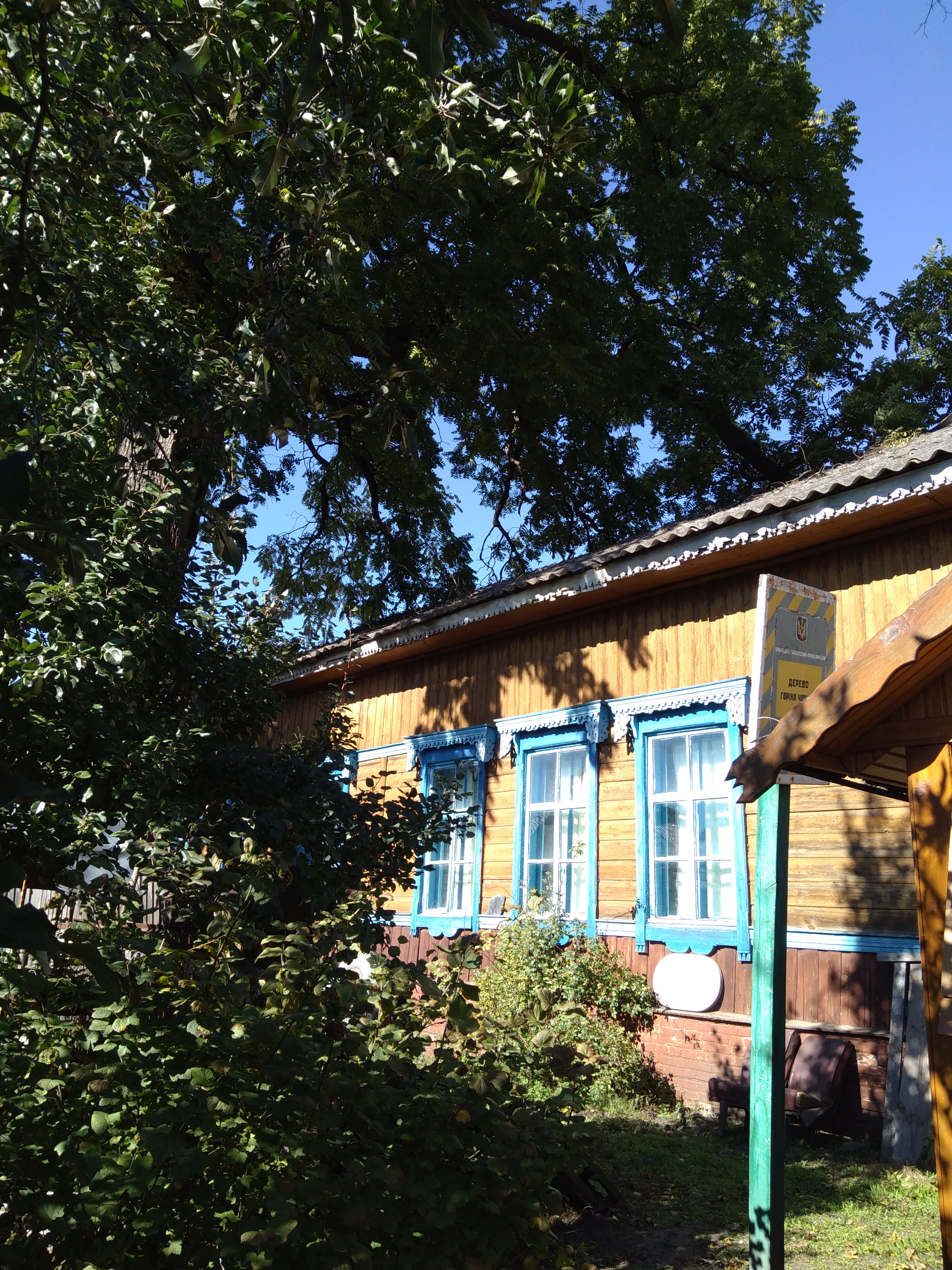